# João Ubaldo Ribeiro
João Ubaldo Osório Pimentel Ribeiro, né le 23 janvier 1941 à Itaparica dans l'état de Bahia et mort le 18 juillet 2014 , est un écrivain, scénariste et journaliste brésilien.

## Biographie
En 1993, il devient membre de l’académie brésilienne des lettres.
Il obtient le prix Anna-Seghers en 1994 et le prix Camões en 2008.

## Œuvres traduites en français
- Sergent Getúlio [« Sargento Getúlio »], trad. d’Alice Raillard, Paris, Éditions Gallimard, coll. « Du monde entier », 1978, 162 p. (BNF 34607431)
- Vila Real [« Vila Real »], trad. d’Alice Raillard, Paris, Éditions Gallimard, coll. « Du monde entier », 1986, 168 p.  (ISBN 2-07-070557-9)
- Vive le peuple brésilien [« Viva o povo brasileiro »], trad. de Jacques Thiériot, Paris, Éditions Belfond, coll. « Littérature étrangère », 1989, 549 p.  (ISBN 2-7144-2397-3)
- Le Sourire du lézard [« O sorriso do lagarto »], trad. de Jacques Thiériot, Monaco-Paris, France, Le Serpent à Plumes, coll. « Fiction. Domaine étranger. », 1998, 412 p.  (ISBN 2-84261-051-2)
- Ô luxure ou La Maison des bouddhas bienheureux [« Luxúria : a casa dos budas ditosos »], trad. de Jacques Thiériot, Monaco-Paris, France, Le Serpent à Plumes, coll. « Fiction étrangère », 2001, 203 p.  (ISBN 2-84261-281-7)